# Pielęgnica
Pielęgnica – zwyczajowa nazwa wielu gatunków ryb m.in. z rodzajów Amatitlania, Astronotus, Cichlasoma, Heros, Rocio, należących do rodziny pielęgnicowatych, m.in.:
- pielęgnica brabancka Bricharda
- pielęgnica brabancka Duboisa
- pielęgnica brabancka Moora
- pielęgnica chanchito[1], pielęgnica czanczito[2]
- pielęgnica czerwona[3]
- pielęgnica czerwonobrzucha
- pielęgnica cytrynowa
- pielęgnica indyjska
- pielęgnica managuańska
- pielęgnica Meeka
- pielęgnica miodowa
- pielęgnica niebieskołuska, pielęgnica plamista
- pielęgnica nikaraguańska
- pielęgnica pawiooka
- pielęgnica perłowa
- pielęgnica pięcioplama
- pielęgnica plamooka, pielęgnica oczkowana, pielęgnica zielona
- pielęgnica Salvini, pielęgnica diamentowa
- pielęgnica sewerum
- pielęgnica skośnopręga
- pielęgnica zebra